# Línea 9 (Limusa)
La línea 9 de la red de autobuses urbanos de Lorca (Limusa) une el Óvalo con Cazalla.

## Características
Esta línea une el Óvalo, centro de la ciudad, con la pedanía de Cazalla.
La línea mantiene los mismos horarios todo el año (exceptuando las vísperas de festivo y festivos de Navidad), circulando únicamente de lunes a viernes laborables. No presta servicio los fines de semana ni festivos.
Está operada por la empresa municipal Limusa, perteneciente al Ayuntamiento de Lorca.

## Horarios
| Todo el año                |
| Lunes a viernes laborables |
| 09:00                      |
| 13:05                      |

Paso por Cazalla aproximadamente 15 minutos después de su salida de Óvalo. Duración del recorrido circular completo aproximadamente 30 minutos.

## Recorrido y paradas
| Código | Denominación                  | Líneas de la parada |
| ------ | ----------------------------- | ------------------- |
| 85     | Óvalo - Zurano                | 1 2 4 7 8 9 10      |
| 64     | La Isla                       | 3 7 9               |
| 41     | Cruce del Gato                | 3 7 9               |
| 108    | San Fernando                  | 3 7 9               |
| 70     | Las Vegas                     | 9                   |
| 61     | La Báscula                    | 9                   |
| 62     | La Granja                     | 9                   |
| 128    | Gasolinera                    | 9                   |
| 26     | Carril del Vela               | 9                   |
| 45     | Cruce Vereda Seguras          | 9                   |
| 44     | Cruce Vereda Morillas         | 9                   |
| 31     | Consultorio Cazalla           | 9                   |
| 73     | Local Social Cazalla          | 9                   |
| 114    | Supermercado Úbeda            | 9                   |
| 34     | Colegio Virgen de las Huertas | 9                   |
| 43     | Cruce Vereda Los Peñas        | 9                   |
| 95     | Puente la Pía                 | 9                   |
| 22     | Parador Los Seguras           | 4 9                 |
| 53     | Estanco Quijero               | 4 9                 |
| 109    | San Fernando                  | 3 4 9               |
| 42     | Cruce del Gato                | 3 4 9               |
| 65     | La Isla                       | 3 4 9               |
| 85     | Óvalo - Zurano                | 1 2 4 7 8 9 10      |